# Rinus Dijkstra

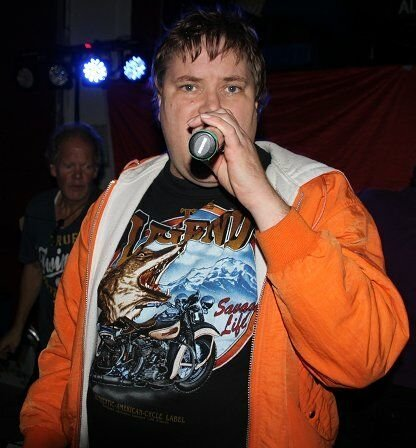
Zanger Rinus

Cathrinus (Rinus) Dijkstra (* 19. Oktober 1969 in Drachten), besser bekannt unter seinem Künstlernamen Zanger Rinus, ist ein niederländischer Sänger.

## Leben
Im Jahr 2009 brachte Rinus den Song Hey Marlous heraus, eine Adaption des Songs Schöne Maid, hast Du heut' für mich Zeit des deutschen Sängers Tony Marshall aus dem Jahr 1972. Hey Marlous handelt von der niederländischen Sängerin Marlous Oosting. Der niederländischen Öffentlichkeit wurde Rinus durch die Fernsehsendung De Wereld Draait Door bekannt.
Im Anschluss daran veröffentlichte er mehrere Clips wie Hé Kastelein (2010, deutsch Hey Gastwirt) und Met Romana op de Scooter (deutsch Mit Romana auf dem Roller). Letzteres Lied wurde am 8. Juli 2011 auf YouTube gestellt und innerhalb von fünf Tagen mehr als 300.000 Mal gesehen. Der Song fand auch international Anerkennung: Die amerikanische Nachrichtenseite The Huffington Post widmete ihm einen Artikel.
In seinen Videoclips ist häufig seine Partnerin Deborah zu sehen.

## Singles
- Hey Marlous (2009)   (Original von Tony Marshall mit Schöne Maid, hast Du heut' für mich Zeit)
- Ik ben een kermiskind (2009)
- Verliefd op het meisje van de oliebollenkraam (2009) (Original von De Slijpers)
- Hé kastelein (2010)
- Ushi Dushi (2010)
- Met Romana op de scooter (2011), (Original von Vader Abraham mit Uche, uche, uche)
- De rups (2011)
- Jij mag eerder rijden (Kiele kiele kiele een auto heeft 4 wielen) (2011)
- Heb jij mijn piek gezien? (2011)
- My Jinglebells Are Gone (2011)
- Make you pop (2012)
- We are de Sjampions (2012) (anlässlich der Fußball-EM 2012)
- Met Sharon in een luchtballon (2012)
- Eet veel bananen (2012) (mit Ronnie Ruysdael)
- Op de bakfiets naar Tirol (2013)
- Hey Marlous (Deutsche Version) (2013)
- Koele Piet Piet Piet (2013)
- Clean This Shit Up (2013)
- Waar moet ie in? (2014)
- Carnaval met Rinus (2015)
- De straat is mijn camping (2015)
- "Oh Chantal! (Wanneer blijf je bij me slapen?) (2016)
- "Doutzen" (2017)